# Casa musicale Lucca
Pour les articles homonymes, voir Lucca.
La Casa musicale Lucca est une maison d'édition musicale italienne fondée à Milan en 1825 par Francesco et Giovannina Lucca. Concurrente importante de la Casa Ricordi, elle est absorbée par celle-ci en 1888 après avoir édité les premiers opéras de Giuseppe Verdi et fait connaître la musique de Richard Wagner en Italie.

## La maison d'édition
Francesco Lucca, formé à la gravure auprès de la Casa Ricordi, s'installe à Milan en 1825 et complète son activité d'imprimeur, à compte propre et pour d'autres éditeurs, par un atelier de copie et un magasin de vente et de location des partitions qu'il met à disposition des théâtres. Le magasin de musique devient rapidement un point de rendez-vous incontournable pour les musiciens et les impresarios et le point de départ d'un vaste réseau de distribution dans la péninsule et sur le continent européen. La grande salle devient même salle de répétition et de concerts pour l'Unione filarmonica. Le caractère novateur et la qualité des impressions de Francesco Lucca tout comme son choix éditorial lui valent une certaine notoriété dès 1826. Son catalogue est alors constitué de musique de chambre instrumentale et il publie des compositeurs italiens comme Alessandro Rolla ou Cesare Pugni aussi bien qu'étrangers comme Friedrich Kalkbrenner ou Carl Czerny. À l'affût des nouveautés, il est le premier à éditer Frédéric Chopin en Italie. Tout à sa volonté de s'opposer au monopole dont bénéficie Ricordi dans le domaine de l'édition du drame lyrique, il n'hésite pas à publier des œuvres acquises illégalement, s'attirant des ennuis avec la justice et les foudres des compositeurs. Il est notamment qualifié de « pirate » par Vincenzo Bellini ou Gaetano Donizetti dont il publie des réductions pour piano.
En 1832, son épouse Giovannina Strazza devient une associée particulièrement efficace : à la fin des années 1830 le catalogue de la Casa musicale Lucca comporte déjà plus de cent trente titres. Grâce à ses incessantes innovations techniques et à la présence d'un personnel nombreux et d'autant plus qualifié qu'il est formé dans l'école de gravure qu'il a lui-même fondée, la production de Lucca ne cesse de croître pour dépasser dans les années 1840 celle de Ricordi. Le catalogue imprimé en 1838 par l'éditeur milanais Placido Maria Visaj donne le chiffre de 1 250 partitions, réparti entre drame lyrique italien, répertoire pianistique des compositeurs étrangers et répertoire pour la flûte.
La concurrence entre les deux maisons se durcit au cours de ces années et les procédures judiciaires se succèdent. Lucca doit de plus en plus se contenter de la publication des transcriptions, la justice accordant le plus souvent l'exclusivité des droits pour l'édition des œuvres complètes à Ricordi. La guerre entre les deux hommes culmine avec Giuseppe Verdi qui tire habilement avantage de leur rivalité pour finir par accorder, malgré l'amitié pour Giovannina Lucca de Giuseppina Strepponi la compagne du compositeur, sa préférence à Ricordi à cause de l'exigence des époux Lucca de voir le compositeur respecter son engagement de terminer Il corsaro quand il a lui d'autres projets en tête. C'est à l'occasion de l'édition de la transcription pour chant et piano de cet opéra que Lucca utilise pour la première fois les seules clés de sol et de fa pour transcrire l'ensemble des parties vocales, initiative couronnée de succès, rapidement imitée et toujours en usage. Auparavant, Lucca avait obtenu les droits des Sei romanze, d' Attila, d'I masnadieri et une partie de ceux de Nabucco, partagés entre les deux éditeurs.
En 1847, Lucca adjoint à son activité d'éditeur de musique la direction d'un hebdomadaire, L'Italia musicale. Giornale artistico-letterario. La revue devient, après les cinq journées de Milan, L'Italia libera. Giornale politico-artistico-letterario en soutien aux sympathisants anti-autrichiens qui gravitent autour de la Casa musicale Lucca. La publication est interrompue au retour des autrichiens et reprend, en 1850, jusqu'à la deuxième guerre d'indépendance italienne, sous le titre L'Italia musicale. Giornale dei teatri, di letteratura, belle arti e varietà, avec l'objectif clairement affiché de soutenir les nouveaux compositeurs comme Amilcare Ponchielli (La Gioconda) ou Filippo Marchetti (Ruy Blas). Au-delà des encouragements prodigués, Francesco Lucca prend lui-même en charge les dépenses engagées par les jeunes musiciens pour leur formation, y compris à l'étranger, et se préoccupe personnellement de faire représenter leurs œuvres en négociant avec les directeurs de théâtres et en engageant les meilleurs chanteurs.
Grâce à cette action sans répit, son entreprise est durant les trente années qui suivent, de 1850 à 1880, la seule en mesure, sur le territoire italien, à opposer une réelle concurrence à la Casa Ricordi dans le domaine de l'édition des œuvres lyriques italiennes comme étrangères. Ainsi, c'est Lucca qui obtient, à l'initiative de sa femme, les droits sur les œuvres de Daniel-François-Esprit Auber, Giacomo Meyerbeer, sur le Faust de Charles Gounod et le Freischütz de Carl Maria von Weber qu'il fait représenter sous le titre d'Il magico bersagliere. Mais le coup de génie de Giovannina, qui va faire, en 1868, de la Casa musicale Lucca l'équivalent du duo Ricordi-Verdi, est concrétisé par la signature du contrat avec Richard Wagner accordant aux Lucca l'exclusivité pour l'Italie de l'ensemble des droits sur la musique, les livrets et les représentations de toutes les œuvres, présentes ou futures, intégrales ou réduites, en Allemand ou en Italien. Rienzi, Der Fliegende Holländer, Tannhäuser et Lohengrin sont immédiatement publiés et ce dernier opéra, représenté à Bologne en 1871 connaît un immense succès avec à la baguette Angelo Mariani, l'ami de Verdi qui assiste à la représentation. C'est encore Mariani qui dirige Tannhäuser en 1872 mais la réception est plus fraîche, les opposants à la musique wagnérienne avec à leur tête Ricordi ayant commencé leur entreprise de démolition.
Lohengrin connaît en 1873 à la Scala une chute mémorable que n'aura pas vue Francesco Lucca, mort le 20 novembre 1872. Giovannina, légataire universelle, poursuit l'œuvre de son mari et se lance dans une série d'acquisitions des fonds de maisons d'édition en attendant de pouvoir reprendre la présentation des œuvres de Wagner (Tristan und Isolde, Der Ring des Nibelungen, Parsifal et Die Meistersinger von Nürnberg) qui ne voient le jour en Italie qu'entre 1876 et 1884. Alors que son action commence à porter ses fruits, Giovannina finit par céder à Ricordi, sous la pression de longue date de Verdi, non seulement le fonds de la Casa musicale Lucca, mais l'entreprise entière avec l'imprimerie, le magasin de vente, le catalogue de près de 50 000 partitions de 2 500 compositeurs pour le prix d'1 500 000 lires. Le nom de Lucca disparaît des publications en quelques années. Giovannina meurt le 19 août 1894, laissant une fortune de près de 3 000 000 lires de lires partagée entre sa famille et les employés de la Casa Lucca.

## Quelques compositeurs au catalogue
| - Daniel-François-Esprit Auber - Vincenzo Bellini - Ferruccio Busoni - Antonio Cagnoni - Luigi Canepa - Alfredo Catalani - Frédéric Chopin - Pietro Antonio Coppola | - Carl Czerny - Gaetano Donizetti - John Field - Erennio Gammieri (it) - Stefano Gobatti (it) - Antônio Carlos Gomes - Charles Gounod | - Ferdinand Hérold - Henri Herz - Friedrich Kalkbrenner - Maximilian Josef Leidesdorf (de) - Ruggero Manna (it) - Filippo Marchetti - Saverio Mercadante | - Giacomo Meyerbeer - Antonio Nava (it) - Giovanni Pacini - Carlo Pedrotti - Achille Peri - Errico Petrella - Amilcare Ponchielli | - Giacomo Puccini - Cesare Pugni - Luigi Ricci - Alessandro Rolla - Luigi Felice Rossi - Gioachino Rossini - Filippo Sangiorgi (ca) | - Antonio Smareglia - Pietro Tassistro - Emilio Usiglio - Giuseppe Verdi - Richard Wagner - Carl Maria von Weber |